# Mel Davis
Melvyn „Mel“ Sigmund Davis (* 1931; † 28. Dezember 2004 in Florida) war ein US-amerikanischer Jazz- und Unterhaltungsmusiker (Trompete, Arrangement), der sich in seiner Karriere vorwiegend als Sessionmusiker betätigte.

## Leben und Wirken
Davis spielte ab den 1950er-Jahren u. a. in den Orchestern von Benny Goodman, Ray Ellis, Neal Hefti, Vaughn Monroe, Stan Rubin, Sid Ramin, Hal Mooney, Tex Beneke, Jack Saunders und Jean Goldkette. Unter eigenem Namen spielte er 1956 für Epic Records die LP Trumpet with a Soul ein, an der Joe Spargo bzw. Barry Galbraight (Gitarre), Milt Hinton und Osie Johnson mitwirkten. Aufnahmen entstanden in dieser Zeit auch mit Lou Stein (Honky Tonk/Piano the Stein-way, 1957), Jerry Jerome, Jimmy Rushing und Billie Holiday (Lady in Satin, 1958) und bei Sy Oliver mit Della Reese.
In den 1960er-Jahren arbeitete Davis weiterhin mit Skitch Henderson, Enoch Light, LeRoy Holmes,  Tony Bennett, Carmen McRae/Buddy Bregman, Doc Severinsen, Henry Jerome, Phil Bodner, Wes Montgomery, Arif Mardin, Hugo Montenegro und George Benson. 1963 nahm Davis in Sextettbesetzung für das Label Time Records das Album Shoot the Trumpet Player auf, gefolgt von The Big Ones of ’66, mit Arrangements populärer Hits der Zeit wie „Daydream“, „Monday Monday“, „Winchester Cathedral“ und „Strangers in the Night“. In den 1970er- und 80er-Jahren war er noch auf Aufnahmen von Hermeto Pascoal, Bobby Hackett, Bob Thiele and His New Happy Times Orchestra, Dick Hyman, Urbie Green, Bill Evans/Claus Ogerman (Symbiosis), der New York Jazz Repertory Company (Satchmo Remembered), The Manhattan Transfer, Teo Macero, Shigeharu Mukai, Giora Feidman, Peter Appleyard und George Segal zu hören. Im Bereich des Jazz war er laut Tom Lord zwischen 1956 und 1968 an 128 Aufnahmesessions beteiligt.

## Diskographische Hinweise
- Shoot the Trumpet Player (Time, 1963) mit Santo Russo,  Thomas Newsom, Derek Smith, Jack Lesberg, Milt Hinton, Mousey Alexander[3]
- The Big Ones of ’66, As Featured on the Tonight Show (RCA Camden, 1967)
- Music for Weight Watchers: Dance It Off with Mel Davis & the Ricky Ticky Brass (1968)